# Matilde Ladrón de Guevara
Matilde Ladrón de Guevara (Santiago de Xile, 18 d'agost de 1910 - 22 d'agost de 2009) va ser una escriptora i poetessa xilena.
Va ser cronista, poeta i novel·lista i també periodista en els seus inicis com a corresponsal de la desapareguda revista xilena Ecràn a Hollywood, a més de política, com una de les fundadores del Partit Femení a mitjan anys 40. El 1948 va publicar el poemari Amarras de luz, el seu primer llibre.
Entre les seves obres destaquen Mi patria fue su música (1953), novel·la inspirada en la relació que va sostenir amb el pianista Walter Gieseking; Adiós al cañaveral (1962), crònica on contraposa les figures del Che Guevara i Fidel Castro; i Madre soltera (1966), on aborda la maternitat fora del matrimoni.
Propera a Pablo Neruda, que li va prologar un dels seus poemaris, i a Salvador Allende, va conèixer personalment Fidel Castro i Che Guevara. També fou amiga de Gabriela Mistral, que va apadrinar la seva filla Sybila.
Al començament dels anys 1990 va fer vagues de fam per exigir, tant a Xile com a l'exterior, l'alliberament de la seva filla, Sybila Arredondo, que va estar catorze anys presa al Perú per suposats vincles amb Sendero Luminoso. Sybila va recobrar la llibertat el 2002 i Matilde va escriure Por ella, un llibre testimonial que recull l'experiència de tenir la seva filla presa.